# رالف باوم
رالف باوم (انگلیسی: Ralph Baum؛ ۴ اکتبر ۱۹۰۸ – ۱۹۸۷) تهیه‌کننده و مدیر تولید فرانسوی که به شکل ویژه‌ای با ماکس افولس مرتبط بود. حرفه او در بیشتر از ۵۰ فیلم از ۱۹۳۰ تا ۱۹۸۵ به درازا انجامید. او همچنین چهار فیلم را کارگردانی کرد.

## گزیده فیلم‌شناسی
- مردی دزدیده شده (۱۹۳۴)
- تنگنای شهردار (۱۹۳۹)
- مایا (۱۹۴۹)
- لا روند (۱۹۵۰)
- شب‌های پاریس (۱۹۵۱)